# Beechcraft L-23 Seminole
Le Beechcraft L-23 Seminole (plus tard désigné U-8) était la désignation donnée par les Forces armées des États-Unis aux Twin Bonanza et Queen Air faisant partie de leur inventaire.
Ces avions utilitaires américains connurent une carrière assez longue, avec une mise en service en 1953 et un retrait du service près de quarante ans plus tard, en 1992.

## Conception et développement
En 1951, la United States Army évalua un Twin Bonanza à Fort Bragg, en Caroline du Nord, puis commanda directement quatre exemplaires du Model 50 « pris sur étagère », leur donnant la désignation YL-23 et les réceptionnant au début de l'année 1952. Faisant preuve d'une grande robustesse lors de démonstrations auprès de l'US Army, d'autres exemplaires du Model 50 furent commandés, sous la désignation L-23A, et des Model 50B furent aussi commandés, sous la désignation L-23B. Ces exemplaires constituèrent la majorité de la production des Twin Bonanza en 1952 et 1953, le premier L-23A étant livré en février 1953 et le dernier L-23B étant livré en avril de l'année suivante, peu avant l'arrêt de la guerre de Corée.
En 1955, la United States Air Force (USAF) commanda un exemplaire du Model C50, recevant la désignation de XL-32C, pour évaluer des systèmes d'allongement de la distance franchissable, recevant alors des réservoirs d'extrémités d'ailes démontables. Cet exemplaire fut l'unique version non livrée à l'US Army, l'Air Force ne commandant aucun autre exemplaire de l'avion,. Les livraisons pour l'Army reprirent en 1956, lorsque Beechcraft livra six exemplaires du Model D50, sous la désignation L-23E. En janvier 1957, le premier exemplaire du L-23D fut livré, basé sur le Model D50. Pendant l'année 1958, les L-23A et L-23B restants en service (quelques-uns avaient été détruits lors d'accidents) furent renvoyés à l'usine de Beechcraft, où ils furent reconstruits à un standard similaire à celui des L-23D neufs, puis redésignés L-23D, recevant de nouveaux numéros de série constructeur et militaires,.
En 1958, l'Army commanda également onze RL-23D, des exemplaires supplémentaires étant obtenus par conversion de L-23D existants. Ces avions disposaient d'un radar à balayage latéral installé en position ventrale — d'où le « R » supplémentaire dans leur désignation — qui était soit un AN/APS-85, installé dans une grande nacelle, soit un AN/APQ-86 dans une nacelle longue et fine installée sur des supports, accompagné d'une section de nez modifiée. Toujours en 1958, le constructeur Beechcraft commença à développer une version avec une cabine plus grande, sur demande de l'US Army. Le L-23F qui émergea de ce développement avait les mêmes ailes et le même empennage que les versions précédentes, mais pouvait désormais embarquer jusqu'à dix personnes dans sa cabine plus grande, plus large et plus haute, alors que les anciennes versions ne pouvaient embarquer que cinq passagers. Beechcraft donna à la version la désignation interne de Model 65 et la développa également comme un avion civil, la baptisant « Queen Air ». Les deux premiers exemplaires produits furent conservés par Beechcraft comme prototypes, tandis que le troisième fut livré à l'US Army en 1960, suivi par 23 autres exemplaires livrés la même année et en 1961,,,.

## Carrière opérationnelle

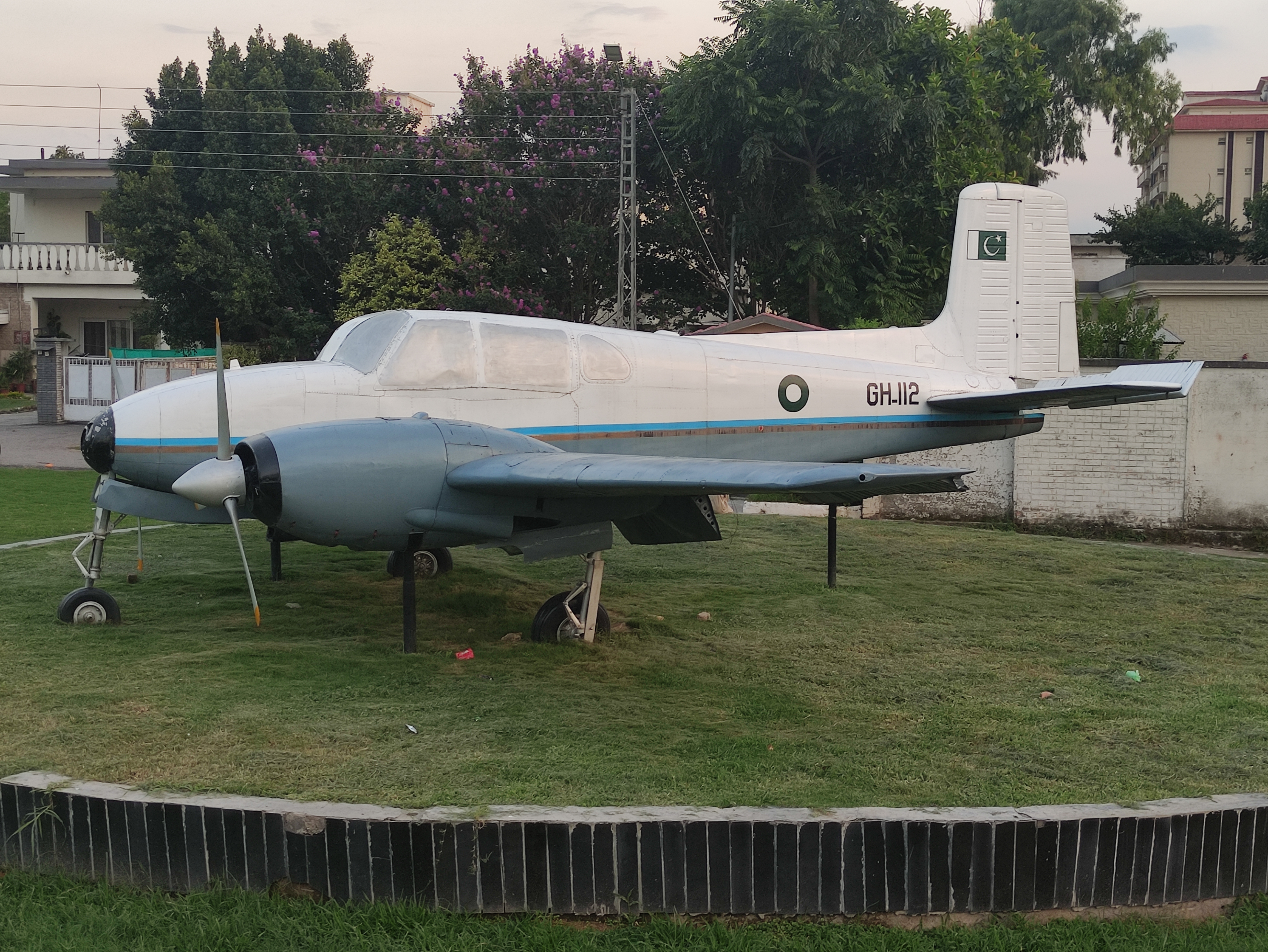
Un Beechcraft L-23 Seminole pakistanais (S. No. GH-112) exposé à Rawalpindi.

Les premiers L-23A entrèrent en service en 1953 et l'avion connut une carrière au sein de l'US Army de près de quarante ans, les derniers U-8F étant mis à la retraite en 1992. Lorsque les désignations des avions militaires américains furent révisées, en 1962, les L-23D, RL-23D, L-23E et L-23F restants devinrent respectivement les U-8D, RU-8D, U-8E et U-8F. 47 Model 65 supplémentaires furent commandés en 1962 et 1963, recevant également la désignation U-8F. L'un de ces appareils fut livré à l'armée de terre pakistanaise, unique exemplaire livré à une autre armée que celle des États-Unis,, bien que d'autres nations aient acheté des Queen Air pour en faire des avions militaires.
Ces exemplaires furent les derniers avions neufs de la série à avoir été produits. Il y eut cependant d'autres appareils incorporés au service militaire, comme l'unique exemplaire du Model 87 à turbopropulseurs utilisé pour le développement du King Air, prototype qui fut ensuite livré à l'US Army et reçut la désignation de NU-8F en 1964, plus tard re-désigné YU-21. D'autres exemplaires du Queen Air furent également achetés d'occasion par l'US Army puis ajoutés à son inventaire.
Pendant leur service, de nombreux UF-8 furent modifiés en un standard similaire à celui des Excalibur Queen Air. Les modifications les plus notables étaient un moteur Lycoming IO-720 à huit cylindres plus puissant, à la place du six cylindres d'origine, ainsi que des portes de train d'atterrissage bombées qui enveloppent intégralement les roues lorsque le train est rentré, alors que sur le modèle initial les roues n'étaient que partiellement carénées. Beaucoup de L-23D/U-8D et U-8F ont été inscrits aux registres de l'Aviation civile après leur retrait du service au sein de l'armée.

## Versions

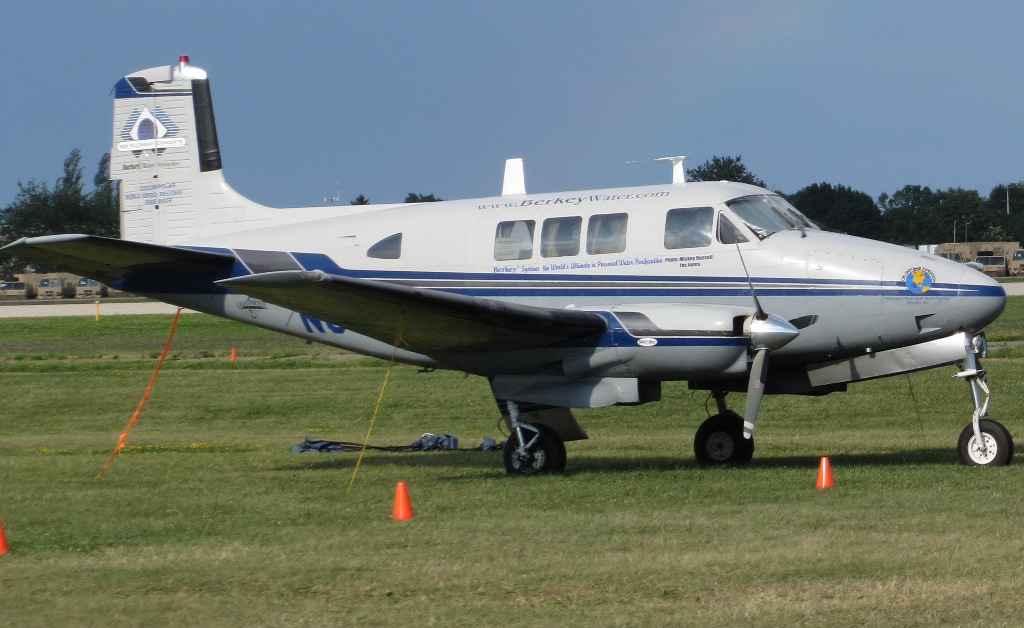
Beechcraft U-8F.

- YL-23 : Désignation de quatre Model 50 Twin Bonanza évalués par l'US Army, ensuite convertis au standard L-23A[10] ;
- L-23A  : 55 exemplaires livrés à l'US Army. Beaucoup furent ensuite convertis au standard L-23D[10] ;
- L-23B  : 40 exemplaires livrés à l'US Army. Beaucoup furent ensuite convertis au standard L-23D[11] ;
- XL-23C : Désignation d'un exemplaire acheté pour évaluations par l'US Air Force[3] ;
- L-23D : Désignation de 100 exemplaires livrés neufs à l'US Army, ainsi qu'à 93 L-23A et B reconstruits à ce standard[4],[6],[12],[13] ;
- RL-23D : Désignation d'une version dotée d'un radar en position ventrale. Onze exemplaires furent livrés neufs, auxquels s'ajoutèrent 29 appareils convertis à partir de L-23D[6],[13] ;
- L-23E : Six exemplaires livrés à l'US Army[12] ;
- L-23F  : 24 appareils basés sur le Queen Air livrés à l'US Army[6],[7],[8] ;
- U-8D : Désignation du L-23D à partir de 1962 ;
- RU-8D : Désignation du RL-23D à partir de 1962, plus quinze U-8D convertis après 1962[4],[6],[12],[13] ;
- U-8E : Désignation du L-23E à partir de 1962 ;
- U-8F : Désignation du L-23F à partir de 1962, puis de 46 appareils nouvellement produits livrés à l'US Army, auxquels s'ajouta un Model 87 — utilisé sous la désignation NU-8F — en 1964[9],[14] et un Queen Air acheté d'occasion en 1966[15]. De plus, un U-8F fut livré à l'Armée pakistanaise[9] et deux Queen Air confisqués à des trafiquants de drogue furent ajoutés à l'inventaire de l'US Army sous la désignation U-8F en 1981[16] ;
- U-8F : Désignation attribuée à un Queen Air commercial modifié en prototype du Model 65-90 King Air et équipé de deux turbopropulseurs Pratt & Whitney Canada PT6A-6 de 500 ch (367,7 kW)[17]. L'avion fut évalué par l'US Army en 1964 ;
- U-8G : Désignation attribuée au XL-23C, à sept U-8D et quatre U-8E modifiés pour recevoir des moteurs plus puissants et une cabine agrandie pouvant accueillir six passagers[3],[4],[6],[12].

## Utilisateurs
- États-Unis :
  - United States Army ;
  - United States Air Force ;
- Pakistan ;
  - Armée de Terre pakistanaise.

## Exemplaires exposés
- 56-3701 : U-8D en exposition statique au Pima Air & Space Museum à Tucson, dans l'Arizona[18] ;
- 58-1358 : RU-8D en exposition statique au Combat Air Museum (en) à Topeka, dans le Kansas[2] ;
- 58-3051 : U-8D en exposition statique à l'U.S. Army Transportation Museum sur la Joint Base Langley–Eustis (en) à Newport News, en Virginie[19] ;
- 59-4991 : RU-8D en exposition statique au National Vigilance Park (en) à Fort Meade, dans le Maryland[20]. Cet appareil était précédemment exposé à l'U.S. Army Transportation Museum (en)[21] ;
- 62-3858 : U-8F en exposition statique au Kansas Aviation Museum (en), à Wichita[5],[22].

## Spécifications techniques (L-23D)
Données de Beechcraft Model 50 Type Certificate
Caractéristiques générales
- Équipage : 1 ou 2 pilotes
- Capacité : 5 passagers
- Longueur : 9,61 m
- Envergure : 13,78 m
- Hauteur : 3,51 m
- Surface alaire : 25,7 m2
- Masse à vide : 2 270 kg
- Masse maximale au décollage : 3 175 kg
- Moteur : 2   moteurs turbocompressés à 6 cylindres à plat refroidis par air Lycoming GSO-480-A1A6 (en) — désignés O-480-1 par les militaires — de 340 ch (253 kW)   chacun

 Performances 
- Vitesse maximale : 432 km/h
- Distance franchissable : 1 600 km
- Plafond : 9 144 m
- Vitesse ascensionnelle : 492 m/min
- Charge alaire : 88,33 kg/m2
- Rapport poids-puissance : 3,34 kg/ch

Armement

- Aucun

Avionique

- Radar à balayage latéral installé en position ventrale (version RL-23D).